# Hochtastfahrt
Hochtastfahrten sind Versuchsprogramme, die vor der Inbetriebnahme neuer Bahnstrecken oder -fahrzeuge durchgeführt werden, um deren Betriebssicherheit bei der künftig zugelassenen Streckenhöchstgeschwindigkeit nachzuweisen.
Während der Hochtastfahrten wird die Strecke wiederholt befahren. Die erste Fahrt erfolgt mit geringer Geschwindigkeit. Während jeder Versuchsfahrt werden alle wesentlichen Parameter wie der Lauf des Fahrzeugs im Gleis, die Lage der Fahrleitung und die elektrotechnischen Kennwerte überwacht und aufgezeichnet. Erst wenn dadurch die Betriebssicherheit nachgewiesen wurde, erfolgt die nächste Fahrt mit einer etwas höheren Geschwindigkeit. Die letzte Fahrt erfolgt mit mindestens zehn Prozent über der Strecken- respektive Fahrzeughöchstgeschwindigkeit.

## Beispiele für Hochtastfahrten
- Vor der ICE-Weltrekordfahrt am 1. Mai 1988: Die Schnellfahrversuche hatten bereits im Sommer 1985 begonnen und nach zahlreichen Fahrten über 200 km/h zum deutschen Rekord am 19. November 1985 mit 324 km/h geführt. Die Hochtastfahrten für den Weltrekord begannen nach Teilfertigstellung der Neubaustrecke Würzburg-Fulda am 22. April 1988 mit 220 km/h und führten am 1. Mai zum Weltrekord von 406,9 km/h.[2]
- Zur Inbetriebnahme der Schnellfahrstrecke Nürnberg–Ingolstadt 2006: Die Hochtastfahrten fanden an achtzehn Tagen ab dem 1. Dezember 2005 statt. Die höchste erreichte Geschwindigkeit betrug 330 km/h.[3]
- Zur Inbetriebnahme des Katzenbergtunnels 2012: Die Hochtastfahrten wurden vom 17. September bis 5. Oktober 2012 bis zur Abnahme-Geschwindigkeit von 275 km/h durchgeführt.[4] Die Inbetriebnahme erfolgte am 4. Dezember 2012.
- Auf der Neubaustrecke Erfurt–Gröbers fanden die Hochtastfahrten vom 1. bis 19. September 2014 bis zu einer Geschwindigkeit von 330 km/h statt.[5] Zusammen mit weiteren Versuchs- und Demonstrationsfahrten wurden bis zur Eröffnungsfahrt am 9. Dezember 2015 rund tausend Fahrten durchgeführt.[6]
- Bei den Hochtastfahrten für die Schnellstrecke LGV Est kam es am 14. November 2015 zwölf Kilometer vor Straßburg zum Eisenbahnunfall von Eckwersheim, als der Testzug in der Kurve vor der Einfädelung in die Bestandsstrecke entgleiste. Es waren elf Todesopfer und 42 Verletzte zu beklagen, darunter vier Kinder, die unerlaubt Angehörige des Testteams begleiteten. Ursache war überhöhte Geschwindigkeit (am Kurveneinlauf 265 km/h statt der in der Kurve zugelassenen 160 km/h bzw. 176 km/h mit der zehnprozentigen Überschreitung).[7] Die Zugbeeinflussung war ausgeschaltet, um die Überschreitung der Streckenhöchstgeschwindigkeit von 320 km/h bis auf 352 km/h zu ermöglichen.[8]
- Aufgrund fehlender Zeit für Hochtastfahrten in einem spät fertiggestellten Abschnitt der Neubaustrecke Wendlingen–Ulm war zunächst auf einem Gleis ein eingeschränkter Betrieb mit 160 statt 250 km/h geplant.[9][10] Im Juli 2022 gab die DB bekannt, die Hochtastfahrten durchführen zu können und die Zulassung beider Gleise für 250 km/h anzustreben.[11]